# Hisashi Kato
Hisashi Kato (n. 24 aprilie 1956) este un fost fotbalist japonez.

## Statistici
| Japonia | Japonia | Japonia |
| An      | Meciuri | Goluri  |
| ------- | ------- | ------- |
| 1978    | 5       | 1       |
| 1979    | 0       | 0       |
| 1980    | 3       | 0       |
| 1981    | 8       | 1       |
| 1982    | 8       | 0       |
| 1983    | 7       | 1       |
| 1984    | 6       | 1       |
| 1985    | 8       | 0       |
| 1986    | 5       | 0       |
| 1987    | 11      | 2       |
| Total   | 61      | 6       |